# Качулат орел отшелник
Качулатият орел отшелник (Buteogallus coronatus) е вид птица от семейство Ястребови (Accipitridae). Видът е застрашен от изчезване.

## Разпространение и местообитание
Разпространен е в Аржентина, Боливия, Бразилия и Парагвай.